# Piotr Orzechowski
Piotr Orzechowski (pronunciació polonesa: [pjɔtr ɔʐɛˈxɔfskʲi]; (Cracòvia (Polònia), 31 de desembre de 1990), també conegut pel seu nom artístic Pianohooligan, és un pianista i compositor de jazz polonès.
És llicenciat al "Berklee College of Music" de València i guanyador del Montreux Jazz Piano Competition i Jazz Hoeilaart, aclamat per la crítica com "el jove artista de jazz polonès més creatiu i intransigent".

## Biografia
Va néixer a Cracòvia, Polònia. Paral·lelament a la seva formació clàssica habitual, va rebre nombrosos premis en diferents concursos internacionals de jazz com "Jazz Juniors", "Jazz nad Odrą" o "Krokus Jazz". Des de la seva victòria al "Montreux Jazz Solo Piano Competition 2011" a Suïssa, on va rebre el 1r premi, ha estat de gira per tot el món. Actua amb èxit dins dels àmbits de la música clàssica i improvisada, sovint desdibuixant els límits entre gèneres.
Aquest tret també es manifesta en el seu àlbum debut en solitari Experiment: Penderecki (Decca/Universal, 2012), que va ser un intent d'explorar el nucli de l'estil desenvolupat pel compositor polonès convertint les estructures orquestrals de Krzysztof Penderecki en piano solista. Aquest va ser el primer àlbum instrumental de Polònia gravat amb el prestigiós segell londinenc Decca. De la mateixa manera, el seu segon àlbum en solitari, 15 Studies for the Oberek (Decca/Universal, 2014) –una anàlisi musical dels diferents elements de la dansa oberek polonesa– roman estilísticament suspès entre la música folk, la música contemporània i el jazz.
És el líder de "High Definition Quartet". El debut del conjunt Hopasa (EmArcy Records/Universal, 2013) inclou composicions pròpies del pianista, així com Bucolics (ForTune, 2015), que presenta els arranjaments originals d'Orzechowski amb música de Witold Lutosławski, que poc després de la seva estrena va guanyar un lloc al Jazz Forum, la prestigiosa llista de la revista dels millors àlbums polonesos de tots els temps.
A més de la seva activitat en solitari com a pianista de jazz, també actua amb les principals orquestres poloneses com la Sinfonia Varsovia, l'Orquestra Simfònica de la Ràdio Nacional de Polònia a Katowice, l'Orquestra de Cambra AUKSO i l'Orquestra Simfònica de la Ràdio Polonesa. Amb Marcin Masecki i la Capella Cracoviensis, va gravar un disc titulat Bach Rewrite (Decca/Universal, 2013) amb J.S. Concerts per clavicèmbal de Bach interpretats en un piano electroacústic de Rhodes.
L'artista ha col·laborat amb compositors de música contemporània tan destacats com Philip Glass, Steve Reich i Krzysztof Penderecki. Ha fet gires amb músics de jazz molt estimats, com Randy Brecker, Avishai Cohen, Victor Mendoza i Michał Urbaniak. També ha contribuït als projectes de grans figures del món de la música com Adrian Utley de Portishead, Carlos Zíngaro, Agata Zubel, Skalpel, William Basinski, Fennesz i Krzysztof Knittel.
El 2017 va publicar el seu tercer àlbum doble de piano solista 24 Preludes & Improvisations (Decca/Universal). Aquesta obra monumental, que fa al·lusió en la seva forma als 24 Preludis i Fugues de Johann Sebastian Bach, utilitzant com a exemples estructures musicals breus (Preludis) i creacions d'improvisació igualment breus però molt més complexes (Improvisacions), l'artista pretén exposar una nova manera d'entendre-ho. la noció de jazz i l'autoexpressió en la música.

## Discografia

Piotr Orzechowski (right), Philip Glass i Maki Namekawa al Festival Sacrum Profanum, Cracòvia, 2014

Solo piano
| 2012 | Experiment: Penderecki       | Decca Classics | – | – |
| 2014 | 15 Studies For The Oberek    | Decca Classics | – | – |
| 2017 | 24 Preludes & Improvisations | Decca Classics | – | – |

with High Definition Quartet
| 2013 | Hopasa   | EmArcy Records                | – | – |
| 2015 | Bukoliki | For Tune                      | – | – |
| 2019 | Dziady   | Polish Music Publishing House | – | – |

Collaborations
| 2013 | Bach Rewrite (amb Marcin Masecki & Capella Cracoviensis)                                                 | Decca Classics                           | – | – |
| 2014 | Weird Glitches (with Stephen McHale)                                                                     | Stephen McHale Music                     | – | – |
| 2014 | Elapse (with Daniel Toledo Trio)                                                                         | Universidad San Francisco de Quito       | – | – |
| 2016 | PIANO.PL (with Dorota Miśkiewicz)                                                                        | Universal Music Polska                   | – | – |
| 2016 | H. M. Górecki. Concert per a clavecí i orquestra de corda (com Polish National Radio Symphony Orchestra) | Polish National Radio Symphony Orchestra | – | – |
| 2017 | H. Wars. Symphonic Works (amb Polish Radio Symphony Orchestra)                                           | Polish Radio                             | – | – |
| 2019 | Works for Rhodes Piano & Strings (amb Aukso Chamber Orchestra)                                           | Polish Music Publishing House            | – | – |
| 2022 | Themes of Dracula (amb Kuba Więcek)                                                                      | Polish Music Publishing House            | – | – |